# Comuna Dibrivka, Novomîrhorod
Dibrivka (în ucraineană Дібрівка) este o comună în raionul Novomîrhorod, regiunea Kirovohrad, Ucraina, formată din satele Burtî, Dibrivka (reședința), Vasîlivka și Zelene.

## Demografie
Componența lingvistică a comunei Dibrivka
     Ucraineană (98,12%)
     Rusă (1,41%)
     Alte limbi (0,47%)
Conform recensământului din 2001, majoritatea populației comunei Dibrivka era vorbitoare de ucraineană (98,12%), existând în minoritate și vorbitori de rusă (1,41%).